# Сборная Катара по футболу (до 20 лет)
Молодёжная сборная Катара по футболу — национальная команда Катара, представляющая страну на международной арене в соревнованиях среди команд до 20 лет. Команда находится под управлением Футбольной ассоциации Катара, которая является членом Азиатской футбольной конфедерации.
Команда четыре раза участвовала на Чемпионате мира и четырнадцать раз на Кубке Азии, а её наивысшими достижениями являются золото на Чемпионате Азии 2014 и серебро на Чемпионате мира 1981.

## История

### Формирование
Национальная молодёжная сборная Катара по футболу была создана в 1976 году в связи с учреждением Молодёжного чемпионата мира. Однако команде не удалось пройти квалификацию на первые два турнира: в 1977 году в Тунисе и в 1979 году в Японии.

### Чемпионат мира 1981
В 1980 году на Чемпионате Азии среди молодёжных команд, проходившем в Таиланде, сборная Катара заняла второе место, уступив в финале Южной Корее. Это достижение позволило команде квалифицироваться на Молодёжный чемпионат мира 1981 года, который прошёл в Австралии.
Под руководством бразильского тренера Эваристо де Маседо команда успешно выступила на турнире. В четвертьфинале Катар обыграл сборную Бразилии со счётом 3:2, эффективно применяя тактику искусственного офсайда. В полуфинале катарцы одержали победу над сборной Англии со счётом 2:1 благодаря выдающейся игре вратаря.
В финале Катар проиграл сборной ФРГ со счётом 0:4. Сложные погодные условия, включая мокрое поле, оказались неблагоприятными для катарцев, которые не имели опыта игры в таких условиях. За достижение второго места каждый игрок команды получил премию в размере 100 000 катарских риалов, автомобиль Mercedes-Benz и бунгало. На тот момент численность населения Катара составляла всего около 120 000 человек.

### Чемпионат мира 1995
Своё второе участие в Молодёжном чемпионате мира Катар получил в 1995 году как страна-хозяйка. Изначально турнир планировалось провести в Нигерии, но из-за эпидемии вируса Эбола ФИФА передала право проведения соревнований Катару всего за двадцать дней до начала турнира.

### Чемпионат Азии 2014
Молодёжная сборная Катара впервые в истории выиграла Чемпионат Азии до 19 лет, победив в финале сборную КНДР со счётом 1:0. Турнир проходил в Мьянме. Команда вышла в плей-офф, не потерпев ни одного поражения на групповом этапе, где соперниками были сборные КНДР и Ирака.
В четвертьфинале Катар обыграл Китай со счётом 4:2, а в полуфинале одержал победу над хозяевами турнира со счётом 3:2 в дополнительное время. В финале Катар вновь оказался сильнее КНДР благодаря голу запасного игрока Акрама Афифа во втором тайме.
Состав сборной полностью состоял из воспитанников Академии Aspire. Большинство игроков были задействованы в европейских клубах благодаря проекту Aspire HOPE (Holistic Overseas Player Experience).

## Результаты на турнирах

### Чемпионат мира
| Год   | Результат                | И                        | В                        | Н                        | П                        | ГЗ                       | ГП                       |
| ----- | ------------------------ | ------------------------ | ------------------------ | ------------------------ | ------------------------ | ------------------------ | ------------------------ |
| 1977  | не отобралась            | не отобралась            | не отобралась            | не отобралась            | не отобралась            | не отобралась            | не отобралась            |
| 1979  | не отобралась            | не отобралась            | не отобралась            | не отобралась            | не отобралась            | не отобралась            | не отобралась            |
| 1981  | Вице-чемпион             | 6                        | 3                        | 1                        | 2                        | 7                        | 9                        |
| 1983  | не отобралась            | не отобралась            | не отобралась            | не отобралась            | не отобралась            | не отобралась            | не отобралась            |
| 1985  | не отобралась            | не отобралась            | не отобралась            | не отобралась            | не отобралась            | не отобралась            | не отобралась            |
| 1987  | не отобралась            | не отобралась            | не отобралась            | не отобралась            | не отобралась            | не отобралась            | не отобралась            |
| 1989  | не отобралась            | не отобралась            | не отобралась            | не отобралась            | не отобралась            | не отобралась            | не отобралась            |
| 1991  | не отобралась            | не отобралась            | не отобралась            | не отобралась            | не отобралась            | не отобралась            | не отобралась            |
| 1993  | не отобралась            | не отобралась            | не отобралась            | не отобралась            | не отобралась            | не отобралась            | не отобралась            |
| 1995  | Групповой этап           | 3                        | 0                        | 1                        | 2                        | 1                        | 4                        |
| 1997  | не отобралась            | не отобралась            | не отобралась            | не отобралась            | не отобралась            | не отобралась            | не отобралась            |
| 1999  | не отобралась            | не отобралась            | не отобралась            | не отобралась            | не отобралась            | не отобралась            | не отобралась            |
| 2001  | не отобралась            | не отобралась            | не отобралась            | не отобралась            | не отобралась            | не отобралась            | не отобралась            |
| 2003  | не отобралась            | не отобралась            | не отобралась            | не отобралась            | не отобралась            | не отобралась            | не отобралась            |
| 2005  | не отобралась            | не отобралась            | не отобралась            | не отобралась            | не отобралась            | не отобралась            | не отобралась            |
| 2007  | не отобралась            | не отобралась            | не отобралась            | не отобралась            | не отобралась            | не отобралась            | не отобралась            |
| 2009  | не отобралась            | не отобралась            | не отобралась            | не отобралась            | не отобралась            | не отобралась            | не отобралась            |
| 2011  | не отобралась            | не отобралась            | не отобралась            | не отобралась            | не отобралась            | не отобралась            | не отобралась            |
| 2013  | не отобралась            | не отобралась            | не отобралась            | не отобралась            | не отобралась            | не отобралась            | не отобралась            |
| 2015  | Групповой этап           | 3                        | 0                        | 0                        | 3                        | 1                        | 7                        |
| 2017  | не отобралась            | не отобралась            | не отобралась            | не отобралась            | не отобралась            | не отобралась            | не отобралась            |
| 2019  | Групповой этап           | 3                        | 0                        | 0                        | 3                        | 0                        | 6                        |
| 2023  | не отобралась            | не отобралась            | не отобралась            | не отобралась            | не отобралась            | не отобралась            | не отобралась            |
| 2025  | будет определено позднее | будет определено позднее | будет определено позднее | будет определено позднее | будет определено позднее | будет определено позднее | будет определено позднее |
| Итого | Итого                    | 15                       | 3                        | 2                        | 10                       | 9                        | 26                       |

### Кубок Азии
| Год   | Результат      | И             | В             | Н             | П             | ГЗ            | ГП            |               |
| ----- | -------------- | ------------- | ------------- | ------------- | ------------- | ------------- | ------------- | ------------- |
| 1980  | Вице-чемпион   | 4             | 2             | 1             | 1             | 4             | 4             |               |
| 1982  | не отобралась  | не отобралась | не отобралась | не отобралась | не отобралась | не отобралась | не отобралась |               |
| 1985  | не отобралась  | не отобралась | не отобралась | не отобралась | не отобралась | не отобралась | не отобралась |               |
| 1986  | 4-е место      | 5             | 2             | 0             | 3             | 7             | 6             |               |
| 1988  | 3-е место      | 5             | 3             | 1             | 1             | 12            | 5             |               |
| 1990  | 4-е место      | 5             | 3             | 0             | 2             | 5             | 3             |               |
| 1992  | Групповой этап | 4             | 3             | 0             | 1             | 9             | 5             |               |
| 1994  | Групповой этап | 4             | 1             | 2             | 1             | 5             | 7             |               |
| 1996  | Групповой этап | 4             | 0             | 1             | 3             | 3             | 12            |               |
| 1998  | Групповой этап | 4             | 1             | 1             | 2             | 2             | 6             |               |
| 2000  | не отобралась  | не отобралась | не отобралась | не отобралась | не отобралась | не отобралась | не отобралась |               |
| 2002  | Групповой этап | 3             | 1             | 0             | 2             | 7             | 8             |               |
| 2004  | 1/4 финала     | 4             | 2             | 1             | 1             | 3             | 1             |               |
| 2006  | не отобралась  | не отобралась | не отобралась | не отобралась | не отобралась | не отобралась | не отобралась |               |
| 2008  | не отобралась  | не отобралась | не отобралась | не отобралась | не отобралась | не отобралась | не отобралась |               |
| 2010  | не отобралась  | не отобралась | не отобралась | не отобралась | не отобралась | не отобралась | не отобралась |               |
| 2012  | Групповой этап | 3             | 1             | 0             | 2             | 4             | 6             |               |
| 2014  | Чемпион        | 6             | 5             | 1             | 0             | 14            | 6             |               |
| 2016  | Групповой этап | 3             | 1             | 1             | 1             | 2             | 4             |               |
| 2018  | Полуфинал      | 5             | 3             | 0             | 2             | 19            | 13            |               |
| 2020  | не проводился  | не проводился | не проводился | не проводился | не проводился | не проводился | не проводился | не проводился |
| 2023  | Групповой этап | 3             | 0             | 0             | 3             | 2             | 12            |               |
| 2025  | отобралась     | отобралась    | отобралась    | отобралась    | отобралась    | отобралась    | отобралась    | отобралась    |
| Итого | Итого          | 62            | 28            | 9             | 25            | 98            | 98            |               |